# Hexanchus
Hexanchus – rodzaj ryb chrzęstnoszkieletowych z rodziny sześcioszparowatych (Hexanchidae).

## Zasięg występowania
Rodzaj obejmuje gatunki występujące w okołoziemskich wodach tropikalnych i umiarkowanych.

## Systematyka

### Etymologia
- Hexanchus: gr. ἑξ hex „sześć”; αγκος ankos „zgięcie, wydrążenie”[6].
- Monopterhinus: gr. μονος monos „pojedynczy”; πτερινος pterinos „pierzasty, wachlarz”[7]. Gatunek typowy: Squalus griseus Bonnaterre, 1788.
- Notidanus: gr. νωτον nōton „tył, grzbiet”; ἰδανoς idanos „nadobny, piękny”[8]. Gatunek typowy: Squalus griseus Bonnaterre, 1788.

### Podział systematyczny
Do rodzaju należą następujące gatunki: 
- Hexanchus griseus (Bonnaterre, 1788) – sześcioszpar szary
- Hexanchus nakamurai Teng, 1962
- Hexanchus vitulus Springer & Waller, 1969